# 순창제일고등학교
순창제일고등학교(淳昌第一高等學校)는 대한민국 전북특별자치도 순창군 순창읍 장덕리에 있는 공립 고등학교이다.

## 학교 연혁
- 1942년 5월 1일 : 순창공립농업학교로 개교(5년제 갑종)
- 1991년 3월 1일 : 순창제일고등학교로 교명 변경
- 1993년 2월 28일 : 순창여자고등학교를 흡수 통합
- 2024년 2월 7일 : 제78회 졸업생 81명(졸업생 누계 10,599명)
- 2024년 3월 1일 : 제32대 이연호 교장 부임
- 2024년 3월 4일 : 신입생 91명 입학

## 참고 자료
- 순창제일고등학교 - 한국교육학술정보원 학교알리미